# Клавдии
Клавдиите (на латински: Claudii или gens Claudia) са от най-старите римски патрициански фамилии (gentes maiores).
Векове наред нейни членове са на водещи позиции в града и в Римската империя. След 4 век пр.н.е. са заедно с плебейския клон, с допълнителното име Марцел (Marcellus – войнствен). Към края на 2 век пр.н.е. имат още едно допълнително име, Нерон (Nero – силен, решителен), което носят също и римските императори Тиберий и Клавдий. Те, както и император Нерон, са членове на Юлиево-клавдиевата династия.
Основател на фамилията е Атий Клауз (Attius Clausus), сабин, който сключва мир с Рим и се вижда в неприятна ситуация. Затова решава да напусне около 504 пр.н.е. езерото Регил. Рим го приема, дава на свитата му гражданство и земя и прави Апий Клавдий Сабин (на латински: Appius Claudius Sabinus Inregillensis) сенатор.
Клодий (Clodius) е друга плебейска форма на името, която се употребява от някои членове, за да получат като патриции плебейски вид, докато жените употребяват Клавдия и Клодия (Claudia и Clodia).
През 16 век името се разпространява в Европа като малко име. Днес често срещана е женската форма Клавдия.

## Личности отgens Claudia
- Тиберий Клавдий Нерон – баща на император Тиберий, претор 42 пр.н.е.
- Нерон Клавдий Друз – консул 9 пр.н.е., баща на император Клавдий I
- Тиберий, роден като Тиберий Клавдий Нерон – император (14 – 37)
- Клавдий, Тиберий Клавдий Цезар Август Германик Клавдий I – император (41 – 54)
- Тиберий Клавдий Цезар Британик (Британик (41 – 55) – син на Клавдий
- Нерон, Нерон Клавдий Цезар Август Германик (54 – 68)
- Клавдий II Готски – император (268 – 270)
- Марк Клавдий Тацит – римски император (275 – 276)
- Флавий Клавдий Константин Младши, Константин II – император (314 – 340)
- Флавий Клавдий Юлиан, Юлиан Апостат – император (360 – 363)

Когномен Инрегиленсис (Региленсис), клонове Сабин и Крас:
- Апий Клавдий Сабин Инрегиленсис или Региленсис, консул 495 пр.н.е.
- Апий Клавдий Крас Инрегиленсис Сабин, консул 471 пр.н.е.
- Гай Клавдий Инрегиленсис Сабин, консул 460 пр.н.е.
- Апий Клавдий Крас Инрегиленсис Сабин, консул 451, децемвирите 451 – 449 пр.н.е.
- Апий Клавдий Крас Сабин Инрегиленсис, консулски военен трибун 424 пр.н.е.
- Апий Клавдий Крас Инрегиленсис, консулски военен трибун 403 пр.н.е.
- Апий Клавдий Крас Инрегиленсис Сабин, диктатор 362, консул 349 пр.н.е.

Когномен Пулхер:
- Апий Клавдий Пулхер (консул 212 пр.н.е.)
- Апий Клавдий Пулхер (консул 185 пр.н.е.)
- Гай Клавдий Пулхер (консул 177 пр.н.е.)
- Апий Клавдий Пулхер (консул 143 пр.н.е.)
- Апий Клавдий Пулхер (консул 130 пр.н.е.), суфектконсул
- Апий Клавдий Пулхер, осиновен от Марк Ливий Друз; баща на Ливия
- Апий Клавдий Пулхер (претор) – претор 89 пр.н.е.
- Апий Клавдий Пулхер (консул 79 пр.н.е.)
- Апий Клавдий Пулхер (консул 54 пр.н.е.)
- Апий Клавдий Пулхер (консул 38 пр.н.е.)
- Публий Клавдий Пулхер (консул 249 пр.н.е.)
- Публий Клавдий Пулхер (консул 184 пр.н.е.)
- Публий Клодий Пулхер, прочут народен трибун 59 пр.н.е
- Публий Клавдий Пулхер (претор), претор 31 пр.н.е.
- Апий Клавдий Пулхер, магистър на Монетния двор 11 пр.н.е
- Публий Клавдий Пулхер (суфектконсул), суфектконсул 1 или 2 век
- Апий Клавдий Пулхер (суфектконсул), суфектконсул 2 век
- Тит Клодий Пупиен Пулхер Максим, суфектконсул 224 или 226 или вероятно юли 235 г.

Когномен Марцел:
- Марк Клавдий Марцел (консул 331 пр.н.е.)
- Марк Клавдий Марцел (консул 287 пр.н.е.)
- Марк Клавдий Марцел (генерал), генерал по време на Втората пуническа война
- Марк Клавдий Марцел (консул 196 пр.н.е.), син на предишния
- Марк Клавдий Марцел (консул 166 пр.н.е.)
- Марк Клавдий Марцел (консул 51 пр.н.е.), опонент на Юлий Цезар
- Марк Клавдий Марцел (Юлиево-Клавдиева династия) (Марцел), племенник на император Октавиан Август, син на сестра му Октавия
- Гай Клавдий Марцел (консул 49 пр.н.е.)
- Гай Клавдий Марцел Младши, консул през 50 пр.н.е.
- Марк Клавдий Марцел Езернин, консул 22 пр.н.е.
- Тит Клодий Еприй Марцел, суфектконсул 62 г.

Други:
- Апий Клавдий Цек, консул 296 пр.н.е.
- Гай Клавдий Канина, консул 285 и 273 пр.н.е.
- Апий Клавдий Рус, консул 268 пр.н.е.
- Гай Клавдий – 264 пр.н.е. завоюва Месана и предизвиква първата пуническа война, син на Гай Клавдий Канина
- Клавдия Квинта – дъщеря на Публий Клавдий Пулхер (консул 249 пр.н.е.)
- Апий Клавдий Кавдекс – консул 264 пр.н.е.
- Гай Клавдий Центон – консул 240 пр.н.е., диктатор 213 пр.н.е.
- Гай Клавдий Нерон – консул 207 пр.н.е.
- Тиберий Клавдий Нерон (консул 202 пр.н.е.)
- Гай Клавдий Центон (генерал) – генерал 200 пр.н.е. във войната против Филип V Македонски
- Апий Клавдий Центон – претор на Близка Испания 175 пр.н.е.
- Публий Клодий Тразеа Пет – суфектконсул 56 г.
- Клавдий Птолемей – египетски географ, астроном и астролог
- Тиберий Клавдий Сакердот Юлиан – суфектконсул 100 г.
- Гай Клавдий Север – суфектконсул 112 г.
- Тиберий Клавдий Квартин – суфектконсул 130 г.
- Луций Клавдий Прокул Корнелиан – суфектконсул 139 г.
- Гней Клавдий Север Арабиан – консул 146 г.
- Авъл Клавдий Харакс – суфектконсул 147 г.
- Тиберий Клавдий Сатурнин – управител на провинция Долна Мизия (145 – 148)
- Луций Клавдий Модест – суфектконсул 152 г.
- Тиберий Клавдий Юлиан – суфектконсул 154 г.
- Клавдий Квинтиан – конник, баща на суфектконсула от 167 г.
- Тиберий Клавдий Помпеян – суфектконсул 167 г.
- Клавдий Елиан (170 – 222) – римски софист
- Гней Клавдий Север (консул 173 г.) – суфектконсул около 167 г., консул 173 г.
- Тиберий Клавдий Помпеян Квинтиан – заговорник 181/182 г.
- Марк Клавдий Умидий Квадрат – заговорник 181/182 г.
- Тиберий Клавдий Север Прокул – консул 200 г.
- Луций Клодий Помпеян – суфектконсул 202 или 203 г., баща на консула от 241 г.
- Марций Клавдий Агрипа – управител на провинция Долна Мизия 218 г.
- Тиберий Клавдий Атал Патеркулиан – управител на римската провинция Тракия, началото на 3 век
- Луций Тиберий Клавдий Помпеян – консул 231 г.
- Тиберий Клавдий Квинтиан – консул 235 г.
- Клодий Помпеян – консул 241 г.
- Клавдий Наталиан – управител на провинция Долна Мизия 275 г.
- Тит Клавдий Аврелий Аристобул – консул 285 г.
- Клавдий Мамертин – консул 362 г.
- Клавдий Клавдиан – поет 4 и 5 век.
- Л. Тиберий Клавдий Атик Херод – консул 143 г.

Жени:
- Клавдия Марцела Младша – дъщеря на Гай Клавдий Марцел Младши и Октавия Младша
- Клавдия Марцела Старша – дъщеря на Гай Клавдий Марцел Младши и Октавия Младша; майка на Апулея Варила
- Клавдия Пулхра, дъщеря на Клавдий Пулхер, осиновен Марк Валерий Месала Барбат Апиан и Клавдия Марцела Младша и втората съпруга на Публий Квинтилий Вар
- Клавдия Пулхра (или Клавдия Пулхерия), дъщеря на Апий Клавдий Пулхер (консул 143 пр.н.е.) и Антисция и съпруга на Тиберий Гракх
- Клавдия Пулхра Стара, дъщеря на Апий Клавдий Пулхер (консул 54 пр.н.е.), първата съпруга на Марк Юний Брут
- Клавдия Пулхра Млада, дъщеря на Апий Клавдий Пулхер (консул 54 пр.н.е.), съпруга на Гней Помпей Младши

- Трите дъщери на Апий Клавдий Пулхер (консул 79 пр.н.е.) и Цецилия Метела Балеарика Младша, родени с името Клавдия Пулхра, преименувани на Клодия:
  - Клавдия Пулхра Прима (или Клодия Пулхра), съпруга на Квинт Марций Рекс
  - Клавдия Пулхра Секунда („Клодия“; * 94 пр.н.е.), съпруга на Квинт Цецилий Метел Целер
  - Клавдия Пулхра Терция (Тертула), съпруга на Луций Лициний Лукул

- Клодия Пулхерия (или Клавдия Пулхра), дъщеря на Публий Клодий Пулхер (народен трибун 58 пр.н.е.) и Фулвия, и първата съпруга на Октавиан Август
- Клодия Пулхра, дъщеря на Апий Клавдий Пулхер (суфектконсул 2 век), съпруга на Марк Пупиен Максим, майка на император Пупиен